# Cinemuerte
Cinemuerte são uma banda de rock alternativo de Portugal formados em 2002. Actuaram em concertos com bandas como Him, My Chemical Romance, Paradise Lost e nos festivais Super Bock Super Rock  e Festival Vilar de Mouros .

## História
Formados em 2002, em Lisboa por Sophia Vieira e João Vaz, em escassos meses, os "Cinemuerte" participam em dois tributos: a The Cure (Our Voices/Equinoxe Records – GERMANY- ‘Close to Me’) e a The Misfits (Portuguese Nightmare/Raging Planet Records – PORTUGAL- ‘Where Eagles Dare’) 
Em 2006, os Cinemuerte lançam o seu primeiro longa duração ‘Born from Ashes’, pela editora independente Raging Planet . O álbum é produzido por Armando Teixeira (Ik Mux, Boris Ex-Machina, Da Weasel, Bizarra Locomotiva). O single de estreia intitulado ‘Stuck in a Moment’ ganha rapidamente notoriedade passando a integrar a playlist da rádio Antena 3/Rádio e Televisão de Portugal abrindo caminho para o seu sucessor- o single, ‘Underwater ’.
Entre 2006 e 2007, pisam os principais palcos da cena musical: no Coliseu dos recreios, abrem para HIM  e My Chemical Romance. Integram ainda os cartazes dos Festivais de verão: Festival Vilar de Mouros, Festirock, Cellos Rock , Super Bock Super Rock- a 25 de Maio de 2006, os Cinemuerte tocam para um público de 20.000 pessoas ao lado de Korn, Within Temptation, Moonspell, Ramp e Bizarra Locomotiva.
Em 2007, os Cinemuerte surgem com uma reinterpretação de ‘Chabala’, prestando homenagem aos Mão Morta no álbum de tributo ‘E se depois’ pela editora Raging Planet.
Em 2008, lançam em Portugal pela Raging Planet o 2º longa duração ‘Aurora Core’ que inclui o single 'AIR’, e 'The Night of Everyday’ com letra de Fernando Ribeiro (Moonspell). Neste álbum, participam músicos convidados: Pedro Cardoso na bateria (FEVER) e Ricardo Amorim na guitarra (Moonspell). A mistura e masterização do disco são do lendário produtor Waldemar Sorychta (Lacuna Coil, The Gathering, Moonspell, Tiamat, Samael).
Em 2009, os guitarristas Tiago Menaia, Fred Gonçalves e o baterista Sérgio Lopo integram a banda. Nesse ano, gravam uma versão de Kim Wilde ‘Kids in America’ para a colectânea Metropolis 79/89 (Carbono Records, Raging Planet & Metropolis) de tributo aos anos 80.
Em fevereiro desse mesmo ano, são convidados para tocar em duas festas de lançamento em Portugal: Twilight DVD Release Party  e a World Guitar Hero Tour. Mais tarde em Fevereiro de 2012, regressam a convite para a sequela do primeiro filme: a 'Twilight- Breaking Dawn' DVD Release Party.
Em 2011, lançam o seu 3º álbum ‘Wild Grown’ , misturado e masterizado por Beau Burchell, aclamado músico e produtor californiano (Saosin).
“Wild Grown” é distribuído mundialmente pela Sony Music Entertainment.
2012 marca a saída do guitarrista Tiago Menaia.
Três anos após o lançamento do álbum "Wild Grown", 2014 marca o regresso dos Cinemuerte com o lançamento do EP ‘DHIST’ , pela editora Raging Planet. O artwork é da autoria do fotógrafo sueco Tommy Ingberg (Px3 Prix de La Photographie Paris). O primeiro single ‘Dog’ estreia com a apresentação de um vídeo Black & White realizado por André Guiomar (premiado no NY Portuguese Film Festival 2012), inspirado no carácter introspectivo do mais recente trabalho dos Cinemuerte,  ‘DHIST’.  O vídeo da banda é nomeado na categoria de melhor vídeo da 12º Black & White – Festival Internacional Audiovisual (Oficial Selection) - Portugal 2015 .
A banda regressa à estrada. Em 2015, destaca-se o convite para tocarem na festa ‘Uivo’ para prestarem homenagem a uma das mais importantes figuras da rádio de todos os tempos em Portugal- Antonio Sérgio, mais conhecido pela autoria de programas de rádio  tais como ‘Som da Frente’ e ‘A Hora do Lobo’. Em 2015, os  Cinemuerte conquistam o prémio internacional Global Rockstar Contest patrocinado pela AKG, na categoria de melhor artista do mês.
Em Abril de 2019, os Cinemuerte regressam com o lançamento do seu quarto álbum ‘O Refúgio’ , pelo seu próprio selo, a editora Core Artists.  “Me, Myself and I” é o primeiro single de avanço.
Em Setembro de 2019, assinalam a estreia do segundo single “Until We Say goodbye”. O videoclip de acompanhamento foi inteiramente rodado no mais importante monumento megalítico de toda a Península Ibérica- o Cromeleque dos Almendres situado na freguesia de Nossa Senhora de Guadalupe em Évora.
Em 2020, regressam aos palcos, destacando-se a sua participação no festival Doomed Fest 2020  em Viseu, ao lado de bandas como  Gaerea, Soul of Anubis, Juseph e Sollust.  Nesse mesmo ano, lançam o terceiro single “Silent Notes” , cujo videoclip foi filmado no Parque Natural da Arrábida.
Em 2023, a banda anuncia a saída do seu baterista.
Os Cinemuerte preparam o seu quinto álbum, com lançamento do primeiro single previsto para 2024.

## Discografia

### Singles & EPs
- Dhist (2014)

### Álbuns
- Born from Ashes (2006)
- Aurora Core (2008)
- Wild Grown (2011)
- O Refúgio (2019)